# Manuel Astorga
Manuel Miguel Astorga Carreño (* 15. Mai 1937 in Iquique) ist ein ehemaliger chilenischer Fußballtorhüter. Er nahm an der Fußball-Weltmeisterschaft 1962 teil.

## Karriere

### Verein
Astorga begann seine Karriere 1956 beim CF Universidad de Chile, wo er zwischen 1959 und 1967 fünfmal die chilenische Meisterschaft gewann. Von 1968 bis 1971 spielte er für CD Huachipato. Nach einem Wechsel zum CD Magallanes kehrte er 1973 zu Universidad zurück. 1975 schloss er sich Audax Italiano an, wo Astorga nach der Spielzeit 1976 seine Karriere beendete.

### Nationalmannschaft
Er debütierte am 13. April 1960 beim 1:1 in einem Freundschaftsspiel in Brüssel gegen Belgien in der chilenischen Nationalmannschaft. Anlässlich der Fußball-Weltmeisterschaft 1962 im eigenen Land wurde Astorga von Trainer Fernando Riera als dritter Torhüter hinter Misael Escuti und Adán Godoy in das chilenische Aufgebot berufen. Während des Turniers wurde er nicht eingesetzt.
Obwohl er zwei Qualifikationsspiele für die Fußball-Weltmeisterschaft 1966 in England bestritt, wurde er nicht für den chilenischen WM-Kader nominiert.
Sein letztes von zehn Länderspielen bestritt er am 22. März 1970 bei der 0:5-Niederlage im Freundschaftsspiel gegen Brasilien.

## Erfolge
- Chilenische Meisterschaft: 1959, 1962, 1964, 1965 und 1967